# Юринова, Эрика
Эрика Юринова (словац. Erika Jurinová; род. 31 августа 1971, Трстена, Тврдошин) — словацкий педагог и политический деятель. Член партии «Обычные люди и независимые личности» (ОЛНЛ). Председатель (губернатор) Жилинского самоуправляемого края с 2017 года, первая женщина в истории Словацкой Республики на такой должности. Депутат Национального совета Словакии в 2010—2018 годах.

## Биография
Родилась 31 августа 1971 года в Среднесловацкой области Чехословакии (на территории современного Жилинского края).
В 1985—1989 годах окончила в Тренчине среднюю промышленную школу одежды (Stredná priemyselná škola odevná, ныне Тренчинская художественно-промышленная школа, Škola umeleckého priemyslu Trenčín). В 1989—1994 годах училась на факультете одежды Либерецкого машиностроительного и текстильного института в чешском городе Либерец. Там же в 1993—1994 годах получила дополнительное педагогическое образование.
В 1994—2002 годах работала учительницей труда в школе в городе Наместово.
В 2003–2010 годах работала главным редактором региональной еженедельной газеты Oravsko, выпускаемой издательством REGIONPRESS, основателем которого является Игор Матович. С 2007 года издательством руководит супруга Игора, Павлина Матовичова (Pavlína Matovičová).

## Политическая карьера
По результатам парламентских выборов 2010 года, где баллотировалась от партии «Свобода и солидарность», была избрана депутатом Национального совета Словакии. В октябре 2011 года партия «Свобода и солидарность» покинула правящую коалицию в знак протеста против увеличения европейского стабилизационного фонда, на котором настаивала премьер-министр Ивета Радичова. В результате правительство получило вотум недоверия и были назначены досрочные выборы.
В ноябре 2011 года депутаты, избранные от партии «Свобода и солидарность», Эрика Юринова, Игор Матович, Мартин Фецко и Йозеф Вискупич основали правоцентристскую партию «Обычные люди и независимые личности», которая на выборах в марте 2012 года получила 16 мандатов. Эрика Юринова избрана заместителем председателя Национального совета Словакии. Переизбрана на выборах 2016 года, где ОЛНЛ участвовала в коалиции с правоцентристской партией «Нова», стала председателем парламентского Комитета по правам человека и национальным меньшинствам. Приняла решение отказаться от депутатского мандата после победы на региональных выборах в 2017 году и 5 января 2018 года сделала это.
По результатам региональных выборов 4 ноября 2017 года получила более 43% голосов и победила действующего председателя Жилинского самоуправляемого края Юрая Бланара («Направление — социальная демократия») на выборах, став первой женщиной на такой должности. Баллотировалась от оппозиционной партии «ОЛНЛ», при поддержке партий «Свобода и солидарность» и Христианско-демократическое движение. В 2022 году баллотировалась от широкой коалиции «ОЛНЛ», «Нова», «Христианская уния», «Перемены снизу», «Мы – семья», «За людей», Демократическая партия, Гражданская демократическая партия, «Шанс», Гражданская консервативная партия, «Свобода и солидарность», победила Игора Хома («Направление — социальная демократия») и переизбрана.
На парламентских выборах 2023 года возглавила партийный список коалиции «ОЛНЛ и друзья», «Христианская уния» и «За людей», и была избрана депутатом Национального совета Словакии. Парламентские выборы были также прямыми выборами нового председателя партии «ОЛНЛ», кандидатами были Эрика Юринова и Игор Матович. Эрика Юринова получила 69 638 персональных голосов. Игор Матович получил 178 614 персональных голосов. На учредительном собрании 25 октября отказалась от мандата, её заменил Растислав Краткий (Rastislav Krátky).